# Événements du 9 avril 1938
Les « événements du 9 avril 1938 » (arabe : أحداث 9 أفريل 1938) sont des émeutes qui ont lieu à Tunis dans un contexte de manifestations populaires revendiquant des réformes politiques, notamment l'institution d'un parlement, pas majeur vers l'indépendance de la Tunisie encore sous protectorat français. Débordées par un mouvement spontané, les forces de police et l'armée ne rétablissent le calme qu'au prix de nombreux morts chez les émeutiers. Cette date est un évènement marquant du mouvement national tunisien.

## Contexte
L'accès au pouvoir en France du Front populaire et sa volonté d'engager le dialogue avec les chefs nationalistes permet le retour des nationalistes tunisiens qui avaient été internés dans le Sud tunisien. Un vent d'espoir se lève alors en Tunisie lorsque Pierre Viénot, sous-secrétaire d'État chargé des protectorats du Maghreb, déclare à la radio le 1er mars 1937 qu'il est nécessaire d'associer les Tunisiens à la gestion des affaires publiques. Le discours est très bien accueilli par les dirigeants du Néo-Destour. Habib Bourguiba proclame que « l'union indissoluble entre la France et la Tunisie constitue la base de toutes les revendications du Néo-Destour » tandis que Mahmoud El Materi écrit que « la population tunisienne dans sa totalité est prête à apporter sa collaboration à la mise en pratique de la politique nouvelle ».

### Chute du Front populaire
Le 21 juin 1937, le gouvernement Blum qui avait mené une politique d'ouverture envers les colonies est poussé à la démission en raison de la crise économique qui secoue la France. Pierre Viénot quitte ses fonctions. Bourguiba tente de renouer des liens avec le nouveau gouvernement en se rendant à Paris en octobre. Il y rencontre Albert Sarraut, ministre d'État chargé de la coordination pour les affaires nord-africaines, qui lui fait comprendre que la dégradation de la situation internationale fait passer au second plan les aspirations du peuple tunisien et que l'heure est à la reprise en main de l'Afrique du Nord en prévision du conflit qui s'annonce. Le chef nationaliste comprend alors que le temps des négociations pacifiques est passé.

### Durcissement du Néo-Destour
Entre-temps, Abdelaziz Thâalbi, fondateur du Destour, rentre au pays le 5 juillet 1937 après un exil volontaire et reçoit un accueil triomphal. Tout le monde espère qu'il réussira à unifier les deux partis rivaux mais Bourguiba n'entend pas se faire dépouiller de ses attributions. Après avoir dénoncé l'accord d'unification, il envoie ses militants saboter les rassemblements publics de Thâalbi. Militants du Destour et du Néo-Destour s'affrontent le 25 septembre à Mateur où on relève un mort et quatorze blessés graves. Le 2 octobre, à Béja, un militant néo-destourien est tué et quatre blessés lorsque les forces de police tentent de maîtriser les miliciens qui ont pris la ville pour empêcher tout rassemblement du parti rival.
Du 30 octobre 1937 au 2 novembre, le Néo-Destour tient son congrès pour prendre position à l'égard du Destour, mais aussi pour décider de la position à adopter envers les autorités françaises. Le congrès voit s'affronter deux tendances : celle des modérés menés par Mahmoud El Materi et celle des radicaux menés par Habib Bougatfa. La ligne de conduite retenue par Bourguiba se situe entre les deux tendances, en approuvant la motion politique d'El Materi tout en intégrant les réserves des radicaux. Le Néo-Destour maintient sa confiance au résident général Armand Guillon mais la retire au « gouvernement français actuel à direction radicale, en raison des mesures de répression en Afrique du Nord ». Pour marquer son désaccord avec l'orientation autoritaire que Bourguiba impose au parti, El Materi présente sa démission de la présidence dès la fin du congrès. Elle est rendue officielle le 3 janvier suivant.

### Incidents préliminaires

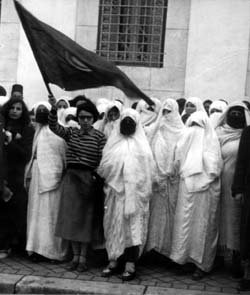
Groupe de femmes manifestantes.

Le bureau politique du Néo-Destour appelle à une grève générale de solidarité avec les frères algériens et marocains pour le 20 novembre 1937 mais la grève n'est que peu suivie.

Pour répondre aux réticences de beaucoup de Tunisiens face à cette surenchère, Bourguiba utilise le talent de sa plume pour mobiliser les énergies hésitantes. Le 25 décembre, dans un article de L'Action tunisienne, il s'en prend pour la première fois à Armand Guillon qui avait été épargné jusque-là et ajoute : 
« Tout se passe comme si le gouvernement cherche maintenant la bagarre ; il la trouvera. Et il n'est pas dit que la prépondérance en sortira victorieuse… Le pays est donc décidé à la lutte. Il est prêt aussi à tous les sacrifices que cette lutte comporte. »
Les premiers affrontements ont lieu à Bizerte le 8 janvier 1938. Ce jour-là, une manifestation néo-destourienne veut se rendre au contrôle civil de la ville pour protester contre l'expulsion vers l'Algérie du secrétaire de la cellule, Hassan Nouri. Débordés, les policiers tirent, tuant sept militants et en blessant une dizaine.
Habib Bourguiba entame alors, dès la fin du mois de janvier et jusqu'en mars, une tournée des cellules en Tunisie afin de mobiliser ses troupes en perspective d'une répression annoncée comme imminente. Il lance même des appels au refus de l'impôt et de la conscription et exhorte ses partisans à répondre à la répression par la résistance et l'agitation. Les étudiants de l'université Zitouna sont incités à faire grève, ce qui provoque le renvoi de 108 d'entre eux pour activités au sein du Néo-Destour, formation de comités estudiantins liés au Néo-Destour et associations illégales. Mais si les militants suivent leur chef aveuglément, il n'en est pas de même des dirigeants du parti qui veulent éviter l'épreuve de force. Le conseil national réuni le 15 mars adopte une motion modérée malgré les manœuvres de Bourguiba pour imposer sa ligne radicale.

## Déroulement

### Tournées du Néo-Destour
Malgré le forfait de Bourguiba tombé malade le 15 mars, les tournées de propagande sont maintenues. Passant outre aux interdictions gouvernementales des réunions politiques, la campagne est ouverte le 28 mars par un rassemblement à Medjez el-Bab, dans un local trop petit pour accueillir toute l'assistance qui doit se masser sur les trottoirs. D'autres réunions suivent avec toujours autant de succès, à Goubellat le 29 mars, à Souk El Arba et au Sers le 30, à Sbiba et Haïdra le 1er avril, à Kalâa Djerda le 2 avril et à Thala le 3 avril.
Devant la virulence des discours proférés, le gouvernement réagit à partir du 3 avril. Slimane Ben Slimane et Youssef Rouissi sont arrêtés à Souk El Arba à la veille du rassemblement qu'ils devaient tenir à Oued Meliz. Les orateurs qui les remplacent sont à leur tour arrêtés malgré la mobilisation de la foule qui se heurte aux policiers.
Pour dénoncer ces arrestations, un rassemblement populaire est organisé dans les locaux du Néo-Destour à Tunis le 5 avril. Un appel à manifester et à fermer toutes les boutiques est lancé pour le 8 avril par Salah Ben Youssef. Il prévient également l'assistance qu'il est convoqué le lendemain au tribunal avec Hédi Nouira et Mahmoud Bourguiba en vue de leur arrestation.
Les trois hommes sont en effet placés sous mandat de dépôt à la suite des propos tenus lors de la réunion de Medjez el-Bab. Ils sont inculpés d'incitation à la haine raciale, d'attaques contre les droits et les pouvoirs de la République française en Tunisie et d'avoir provoqué au crime, au meurtre et au délit de violences et voies de fait. Le même jour, des réunions enflammées se tiennent dans les locaux du parti. Une délégation conduite par Tahar Sfar se rend auprès d'Ahmed II Bey à Hammam Lif pour lui demander son soutien. Mais le monarque leur demande de revenir le 9 avril pour recevoir sa réponse. Pour accentuer la pression sur le souverain, des manifestations sont organisées devant son palais toute la journée du 7 avril. D'autres se déroulent le même jour à Sousse, Mahdia, Sidi Bouzid et au Kef.

### Affaire Ali Belhouane

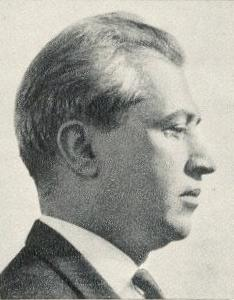
Portrait d'Ali Belhouane.

Le 18 mars 1938, Ali Belhouane, que l'on surnommera le « leader de la jeunesse », donne une conférence intitulée Part de la jeunesse dans la lutte dans le local du Néo-Destour situé sur la rue du Tribunal. Cette conférence devait initialement se tenir au Variété Cinéma le 12 mars mais elle avait été interdite par arrêté. Belhouane, professeur au collège Sadiki, avait en effet fait l'objet en octobre 1937, d'un avertissement de la direction de l'Enseignement pour son activité destourienne. Par défi, l'orateur affiche à l'entrée de la salle la lettre du directeur de l'instruction publique en date du 30 novembre 1937, l'avertissant une fois de plus que dans le cas où il provoquerait tout nouvel incident, en se livrant à une propagande incompatible avec ses fonctions de professeur, la délégation qui lui était confiée au collège Sadiki lui serait retirée.
La conférence est un grand succès puisque près de 700 personnes y assistent, principalement des élèves des établissements secondaires de Tunis et des étudiants de la mosquée Zitouna. Salah Ben Youssef, Tahar Sfar et Slimane Ben Slimane sont également présents. À la fin de son intervention, Belhouane demande le soutien des élèves face à la sanction administrative qui ne manquera pas de le frapper. C'est chose faite le 22 mars lorsqu'il reçoit l'interdiction d'enseigner au collège Sadiki. Dès le lendemain, les élèves se mettent en grève ; les professeurs tunisiens se mobilisent également en présentant une requête demandant la réintégration de leur collègue. Le soir même, une réunion de soutien est organisée par le Néo-Destour, où des appels au sacrifice des jeunes pour le salut de la patrie sont lancés.
Le 26 mars, face au mouvement de protestation des élèves internes qui refusent de regagner l'internat, les dirigeants du collège Sadiki décident de fermer l'établissement jusqu'à nouvel ordre. Un mouvement de grève est également lancé à l'université Zitouna mais il échoue face à l'opposition des professeurs proches du Destour.

### Grève générale et première manifestation du 8 avril

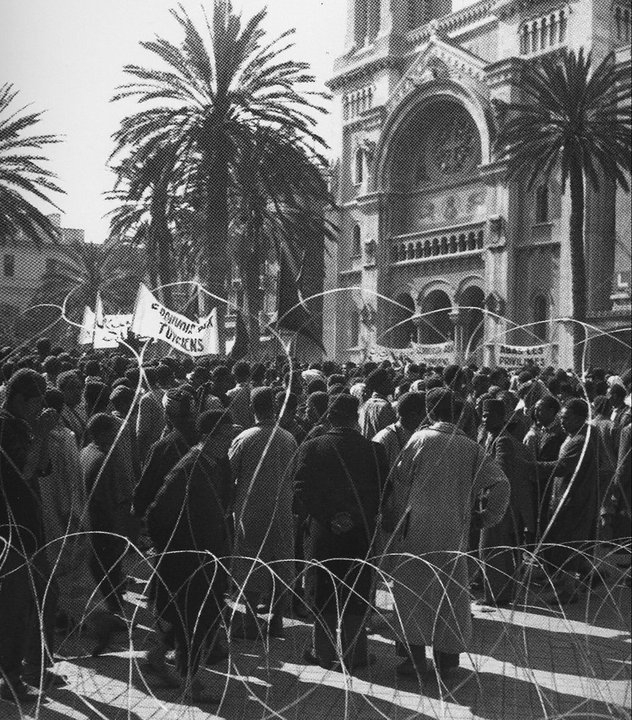
Manifestation sur la place de la Résidence, à Tunis, le 8 avril.

Dès le matin, les hommes du Néo-Destour, armés de manches de pioches, veillent à l'application du mot d'ordre de la grève. À 10 heures, toutes les boutiques et tous les marchés de Tunis sont fermés. Des soldats français sont dépêchés sur les principales places de la ville et prennent position à 13 heures, en prévision d'une manifestation annoncée par le Néo-Destour.
À 14 h 30, une grande manifestation conduite par Slim et Belhouane s'ébranle du quartier de Halfaouine et se dirige vers le siège de la résidence générale. Une autre manifestation, dirigée par El Materi, part de Bab Menara et Bab Jedid et fait sa jonction avec la première à Bab El Bhar, non loin de la résidence générale. Devant une foule de 8 000 personnes, El Materi prend la parole en déclarant aux manifestants qu'« en protestant par cette grandiose manifestation, nous faisons non seulement un acte légitime, mais nous accomplissons un devoir sacré » avant d'inviter la foule à rentrer chez elle. Le discours de Belhouane est beaucoup plus virulent : « Maintenant, c'est la lutte sans fin […] Que la police et l'armée se servent de leurs armes si elles veulent et on verra de quoi le peuple sera capable ». Toutefois, lui aussi appelle la foule à se disperser tout en annonçant l'organisation d'une nouvelle manifestation pour le 10 avril.

### Émeutes du 9 avril
Rien n'avait été prévu pour le 9 avril. À 10 heures, la délégation conduite par Tahar Sfar qui avait rencontré le bey le 6 avril se présente au Dar El Bey pour recevoir sa réponse par la voix du grand vizir Hédi Lakhoua mais le souverain refuse de prendre position. À l'issue de la rencontre, Ali Dargouth se lance dans un discours appelant les contestataires à « continuer à nous réunir jusqu'à ce que nous obtenions satisfaction ». Ces derniers se dirigent vers la maison de Bourguiba pour y recevoir des instructions.
À 11 heures, El Materi est convoqué à la résidence générale où Guillon l'informe qu'il a décidé de s'opposer par tous les moyens à la manifestation du 10 avril en imposant l'état de siège si cela était nécessaire. El Materi se rend alors chez Bourguiba, toujours malade et alité dans son domicile sur la place des Moutons pour le supplier d'annuler la manifestation. Cependant, celui-ci s'emporte et lui crie : « Il faut bien que le sang coule ! Oui, il faut que le sang coule ! »

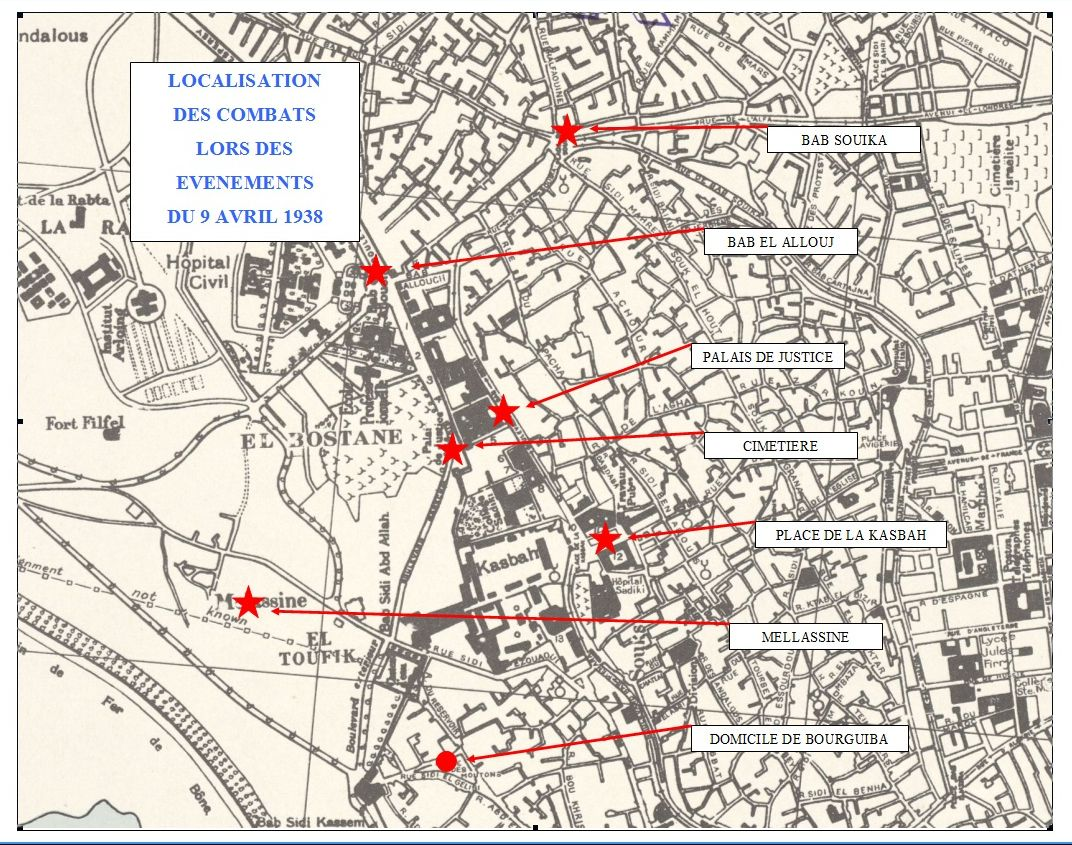
Localisation des combats à Tunis le 9 avril.

À 11 heures 15, Belhouane est avisé, par un mandat de comparution, qu'il est convoqué à 15 heures pour être entendu par un juge d'instruction au sujet des propos tenus la veille. La nouvelle se répand rapidement et, lorsqu'il arrive au palais de justice, une foule de plusieurs centaines de personnes occupe les trottoirs du palais et les rues adjacentes. Dans le même temps, des attroupements se forment sur les places Bab Menara, Bab El Allouj et Bab Souika. Contrairement aux manifestations encadrées par le service d'ordre du Néo-Destour, personne n'est là pour gérer cette affluence inattendue dans une ville chauffée à blanc. Des renforts de police et de troupes sont demandés en urgence.
Pour permettre à la voiture cellulaire de se frayer un chemin jusqu'au palais, les agents chargent la foule à coups de matraques pendant que les manifestants répondent par des jets de pierre. Des coups de feu éclatent tirés par des policiers qui parviennent à dégager l'avenue Bab Bnet. Mais d'autres manifestants, perchés sur les pentes du cimetière situé derrière le palais de justice, lancent des pierres sur les voitures conduites par des Européens avant d'être délogés par les forces de l'ordre qui n'hésitent pas à recourir à leurs armes.
Des bagarres éclatent aussi à Bab El Allouj où les manifestants lapident les voitures qui passent et accueillent les forces de police par des jets de pierre. La place est à peine dégagée que l'émeute reprend à Mellassine. L'armée utilise alors des automitrailleuses pour venir à bout des émeutiers dans ces deux quartiers.
Mais les bagarres reprennent de plus belle à Bab Souika où des tramways sont attaqués et renversés. Un peloton d'agents de police à cheval renforcé par une section de zouaves intervient en faisant usage de ses armes mais il faut plusieurs charges pour venir à bout des manifestants qui ripostent en jetant des pierres et des pavés.
À 16 heures, la place de la Kasbah est envahie par une foule hurlante armée de gourdins, de matraques, de planches et de moellons. Les voitures qui passent sur le boulevard Bab Bnet sont lapidées, des pierres brisent les carreaux de la direction des Finances. Deux sections de zouaves interviennent pour dégager les manifestants qui occupent la place et le boulevard Bab Menara. Ils font usage de leurs armes pendant que les émeutiers se défendent à l'arme blanche. Un gendarme français s'écroule, mortellement blessé par un coup de poignard. Il faut plusieurs charges et l'intervention des automitrailleuses pour que le calme revienne enfin vers 19 heures après quatre heures d'émeutes.
Le bilan est lourd : on relève 22 morts et près de 150 blessés, la majorité d'entre eux ayant entre 21 et 28 ans. Il y a même trois enfants de dix, douze et quinze ans, corroborant les rapports de police qui parlent de nombreux enfants parmi les émeutiers. Beaucoup d'entre eux viennent de classes sociales défavorisées (journaliers et chômeurs) ou sont des ruraux récemment arrivés. Cinq d'entre eux ne seront d'ailleurs jamais identifiés.
L'état de siège est proclamé à 19 heures dans le contrôle civil de Tunis et à Sousse. Il est par la suite étendu à celui de Grombalia.
Le lendemain, Bourguiba et douze de ses camarades, dirigeants du parti, sont arrêtés. Tahar Sfar et Bahri Guiga, bien qu'appartenant à la tendance modérée, sont eux aussi arrêtés les 22 et 24 avril. Le Néo-Destour est dissout le 12 avril, ses locaux fermés, ses documents confisqués et la presse nationaliste suspendue. De nombreux militants sont arrêtés. Lorsque l'état de siège est levé en août 1938, ils sont 906 à être toujours détenus.

### Liste des victimes
La liste des victimes tunisiennes des évènements de cette journée est la suivante :
1. Abdallah Boukhris (arabe : عبد الله بوخريص)
2. Abdelaziz Sayah (arabe : عبد العزيز الصيّاح)
3. Ahmed Ayachi (arabe : احمد العياشي)
4. Ahmed Jlidi (arabe : احمد الجليدي)
5. Ali Ennouri (arabe : علي النوري)
6. Ali Jridi (arabe : علي الجريدي)
7. Bechir Dhaoui (arabe : البشير الضاوي)
8. Belgacem Chaouat (arabe : بلقاسم شواط)
9. Hamadi Kéfi (arabe : حمادي الكافي)
10. Hamida Hammami (arabe : حميدة الهمامي)
11. Mohamed Achouri (arabe : محمد العاشوري)
12. Mohamed Ben Khelifa (arabe : محمد بن خليفة)
13. Mohamed Haddad (arabe : محمد الحداد)
14. Mohamed Hssine (arabe : محمد حسين)
15. Mohamed Krid (arabe : محمد كريد)
16. Mohamed Lazreg (arabe : محمد الازرق)
17. Mohamed Mars (arabe : محمد مرس)
18. Mohamed Moussa (arabe : محمد موسى)
19. Nasr Ghomrasni (arabe : نصر الغمراسني)
20. Saïd Ben Abdallah (arabe : سعيد بن عبد الله)
21. Saïd en Massaoud (arabe : سعيد بن مسعود)
22. Tahar Mejri (arabe : الطاهر الماجري)

Par ailleurs, on compte une victime française :
1. Nicolas[29]

## Commémoration
Depuis l'indépendance du pays, le 9 avril fait partie des jours fériés. En souvenir de la fusillade du 9 avril, des cérémonies sont organisées chaque année à la mémoire des martyrs, notamment au monument des martyrs de Séjoumi.